# Paróquias da Jamaica
A Jamaica está dividida em catorze divisões administrativas denominadas paróquias. Estas estão integradas em três condados históricos que deixaram de ter qualquer função administrativa.
Condados históricos (capitais entre parênteses)
- Surrey (Kingston)– amarelo
- Middlesex (Spanish Town)– rosa
- Cornwall (Montego Bay)– verde

|                      | Paróquia                   | Área km² | População Censo 2011 | Capital         |
| Condado de Cornwall  |                            |          |                      |                 |
| 1                    | Hanover                    | 450.4    | 69,533               | Lucea           |
| 2                    | Saint Elizabeth            | 1,212.4  | 150,205              | Black River     |
| 3                    | Saint James                | 594.9    | 183,811              | Montego Bay     |
| 4                    | Trelawny                   | 874.6    | 75,164               | Falmouth        |
| 5                    | Westmoreland               | 807.0    | 144,103              | Savanna-la-Mar  |
| Condado de Middlesex |                            |          |                      |                 |
| 6                    | Clarendon                  | 1,196.3  | 245,103              | May Pen         |
| 7                    | Manchester                 | 830.1    | 187,797              | Mandeville      |
| 8                    | Saint Ann                  | 1,212.6  | 172,362              | Saint Ann's Bay |
| 9                    | Saint Catherine            | 1,192.4  | 516,218              | Spanish Town    |
| 10                   | Saint Mary                 | 610.5    | 113,615              | Port Maria      |
| Condado de Surrey    |                            |          |                      |                 |
| 11                   | Kingston (paróquia)(1) (2) | 21.8     | 89,057               | Kingston        |
| 12                   | Portland                   | 814.0    | 81,744               | Port Antonio    |
| 13                   | Saint Andrew(1)            | 430.7    | 573,369              | Half Way Tree   |
| 14                   | Saint Thomas               | 742.8    | 93,902               | Morant Bay      |
|                      | Jamaica                    | 10,990.5 | 2,697,983            | Kingston        |

(1) As paróquias de Kingston e St. Andrew em conjunto formam a Corporação Kingston e St. Andrew.
(2) A cidade de Kingston estende-se sobre a divisa entres as paróquias de Kingston e de St. Andrew. A maior parte da cidade está na paróquia de St. Andrew.

## Paróquias extinguidas
Paróquias são uma característica da administração local na Jamaica desde que a ilha foi capturada pelos ingleses em 1655. Ao longo do tempo o número de paróquias variou, tendo algumas das antigas sido fundidas ou repartidas entre paróquias adjacentes. O número mais alto de paróquias foi 22, em 1865. As paróquias actuais existem desde 1867, quando foram extinguidas 8 paróquias. Estas antigas paróquias eram as seguintes (mais ou menos de acordo com os condados):
Surrey:
- Port Royal (integrada em Kingston e Saint Andrew)
- Saint George (integrada em Saint Mary e Portland)
- Saint David (integrada em Saint Thomas)

Middlesex:
- Metcalfe (integrada em Saint Mary)
- Saint Dorothy (integrada em Saint Catherine)
- Saint John (integrada em Saint Catherine)
- Saint Thomas no Vale (integrada em Saint Catherine)– a atual paróquia de Saint Thomas era na altura denominada Saint Thomas no Oriente para não confundir as duas.
- Vere (agora parte de Clarendon)